# Elleker
Elleker är en del av en befolkad plats i Australien. Den ligger i kommunen Albany och delstaten Western Australia, omkring 380 kilometer sydost om delstatshuvudstaden Perth. Antalet invånare är 193.
Närmaste större samhälle är Albany, omkring 14 kilometer öster om Elleker. 
I omgivningarna runt Elleker växer huvudsakligen savannskog. Runt Elleker är det mycket glesbefolkat, med 3 invånare per kvadratkilometer. Genomsnittlig årsnederbörd är 1 017 millimeter. Den regnigaste månaden är juni, med i genomsnitt 147 mm nederbörd, och den torraste är februari, med 22 mm nederbörd.